# مجلس الاحتياطي الفيدرالي
مجلس الاحتياطي الفيدرالي (بالإنجليزية: Federal Reserve Board)‏ هو الهيئة الإدارية الرئيسية لنظام الاحتياطي الفيدرالي. وهو مكلف بالإشراف على المصارف الاحتياطية الفيدرالية الإثنى عشر والمساعدة في تنفيذ السياسة النقدية للولايات المتحدة. حكام المجلس يتم تعيينهم من طرف رئيس الولايات المتحدة وأُكد هذا في مجلس الشيوخ الأمريكي لمدة 14 سنة متعاقبة.

## المجلس الحالي

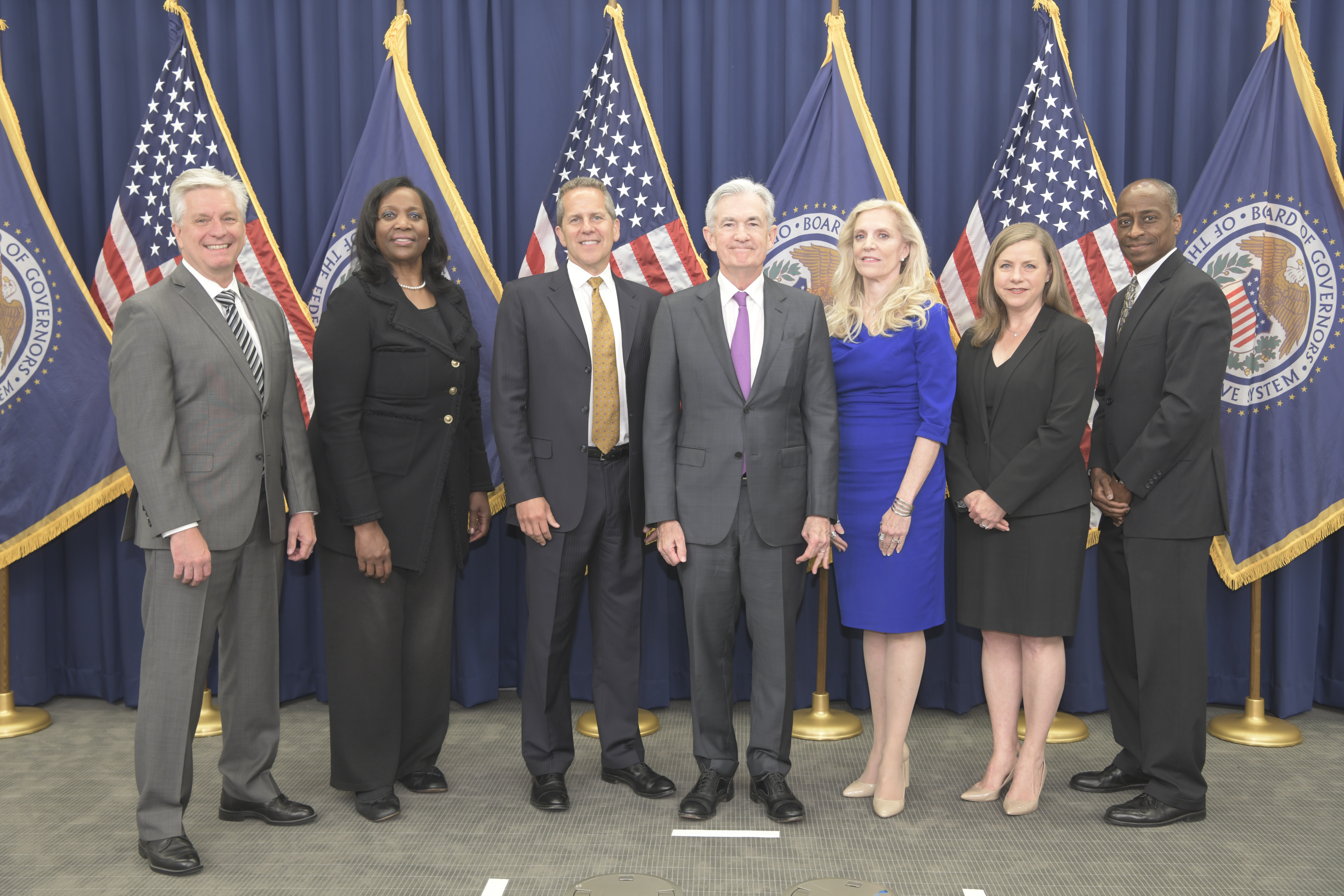
صورة لأعضاء المجلس في 2022

الأعضاء الحاليون لمجلس المحافظين هم كما يلي:
| الصورة                                           | الأعضاء                            | الحزب            | باية الفترة                                      | نهاية الفترة                        |
| ------------------------------------------------ | ---------------------------------- | ---------------- | ------------------------------------------------ | ----------------------------------- |
|                                                  | جيروم باول (الرئيس)                | الحزب الجمهوري   | 2018 فبراير 5 (رئيس) 2022 مايو 23 (إعادة انتخاب) | 2026 مايو 15 (رئيس)                 |
| 2012 مايو 25 (حاكم) 2014 يونيو 16 (إعادة انتخاب) | جيروم باول (الرئيس)                | الحزب الجمهوري   | 2028 يناير 31 (حاكم)                             |                                     |
|                                                  | Philip Jefferson (نائب الرئيس)     | الحزب الديمقراطي | 2023 سبتمبر 13 (نائب الرئيس)                     | 2027 سبتمبر 7 (نائب الرئيس)         |
| 2022 مايو 23 (حاكم)                              | Philip Jefferson (نائب الرئيس)     | الحزب الديمقراطي | 2036 يناير 31 (حاكم)                             |                                     |
|                                                  | Michael Barr (نائب الرئيس للإشراف) | الحزب الديمقراطي | 2022 يوليو 19 (نائب الرئيس للإشراف)              | 2026 يوليو 13 (نائب الرئيس للإشراف) |
| 2022 يوليو 19 (حاكم)                             | Michael Barr (نائب الرئيس للإشراف) | الحزب الديمقراطي | 2032 يناير 31 (حاكم)                             |                                     |
|                                                  | Michelle Bowman                    | الحزب الجمهوري   | 2018 نوفمبر 26 2020 فبراير 1 (إعادة انتخاب)      | 2034 يناير 31                       |
|                                                  | كريستوفر والر                      | الحزب الجمهوري   | 2020 ديسمبر 18                                   | 2030 يناير 31                       |
|                                                  | Lisa Cook                          | الحزب الديمقراطي | 2022 مايو 23 2024 فبراير 1 (إعادة انتخاب)        | 2038 يناير 31                       |
|                                                  | أدريانا كوغلر                      | الحزب الديمقراطي | 2023 سبتمبر 13                                   | 2026 يناير 31                       |